# Волошко Світлана Михайлівна
Волошко Світлана Михайлівна (13 травня 1960, Баку) — українська науковиця у галузі матеріалознавства. Доктор фізико-математичних наук, професор кафедри фізичного матеріалознавства та термічної обробки Національного технічного університету України «Київський політехнічний інститут імені Ігоря Сікорського», Лауреат Національної премії України імені Бориса Патона 2021 року.

## Життєпис
Закінчила із відзнакою Інженерно-фізичний факультет Київського політехнічного інституту в 1983 р. за спеціальністю «Фізика металів». Навчалася в аспірантурі (1985—1989 рр.) та у докторантурі (1994—1997 рр.) Національного технічного університету України «КПІ».
У 1989  р. захистила кандидатську дисертацію на тему «Низькотемпературна дифузія і підвищення стабільності шаруватих тонкоплівкових структур Pt-Ni, Ti-Al, Cr-Cu-Ni-Au» (спеціальність 05.16.01 — металознавство та термічна обробка металів).
У 1999 р. захистила докторську дисертацію на тему «Термоіндукований масоперенос у поверхневих шарах та на границях розділу плоскошарових систем на основі перехідних металів» (спеціальність 01.04.18 — «фізика  і хімія поверхні»).
У 2005 році отримала вчене звання професора по кафедрі фізики металів.
Працювала на посадах: інженер кафедри загальної та експериментальної фізики (1984—1985), інженер проблемної лабораторії напівпровідників (1985—1988), м.н.с. проблемної лабораторії напівпровідників (1988—1992), н.с. проблемної лабораторії напівпровідників (1992—1994), н.с. кафедри загальної та експериментальної фізики (1992—1994), с.н.с. кафедри загальної фізики та фізики твердого тіла (1994), завідувач лабораторіями кафедри фізики металів (1997—1999), доцент кафедри фізики металів (1999—2000),  професор кафедри фізики металів(2000—2021),  професор кафедри фізичного матеріалознавства та термічної обробки Навчально-наукового інституту матеріалознавства та зварювання імені Є. О. Патона (з 2021 року).
Виконувала обов'язки завідувачки кафедри фізики металів.

## Наукова і педагогічна діяльність
Основний напрям наукових досліджень — дифузійне формування термічно-, йонно- та механічно-індукованих градієнтних станів у нанорозмірних поверхневих шарах, розробка на цій основі дифузійних технологій створення технічно актуальних металевих та споріднених систем, нанотехнологій.
Запропоновані нові методи поверхневої  обробки масивних металевих матеріалів і тонких плівок, що визначають подальший прогрес у створенні ефективних гетерогенних каталізаторів, захисних покриттів, сучасних матеріалів мікро- та наноелектронної техніки.
Створено теорію модифікації поверхні матеріалів термічними, йонними і деформаційними впливами, основи якої викладені в монографіях, яка вплинула на розробку інноваційних технологій інженерії поверхні в Україні (Національна премія імені Бориса Патона «Фізичні основи та інноваційні технології ультразвукового оброблення матеріалів»).
Фундаментальні положення нової теорії концептуально вплинули на розвиток передових технологій. Наприклад, встановлені хімічні та морфологічні ефекти впливу бомбардування іонами інертного газу та адгезії бактерій штаму золотистого стафілокока при дослідженні титанових матеріалів дозволили під час пандемії коронавірусної хвороби запропонувати ефективний спосіб формування антибактеріального покриття, яке на 100 % захищає металеву поверхню від наростання біоплівок з патогенною мікрофлорою, забезпечує здешевлення та спрощення існуючих способів.
Ультразвукову ударну обробку та піскоструминну обробку за температур рідкого азоту проведено вперше у світовій практиці, що дозволило забезпечити більш ефективне, порівняно із стандартними схемами, зміцнення металевої поверхні за рахунок процесів механічної наноструктуризації та масопереносу атомів азоту в процесі кріодеформації. На основі розробленої теорії кріогенної деформації запропонований спосіб низькотемпературного деформаційного азотування поверхні металевих виробів.
Значного ефекту зміцнення металевих поверхонь, формування наноструктурних станів вдалося досягти не тільки завдяки застосуванню ультразвукової ударної обробки, а і шляхом високоенергетичних впливів у різних комбінаціях, наприклад електроіскрової обробки та ультразвукової ударної обробки, ультразвукової ударної обробки з імплантацією порошків та термічною обробкою, високочастотною механічною обробкою тертям. У такому випадку в одному технологічному циклі поєднуються синтез покриття, його механічна зміцнююча обробка з наноструктуруванням поверхні, деформаційне заліковування пор, наведення стискаючих напружень за відсутності проблеми адгезії покриття до основи.
Розроблені інноваційні підходи застосовано під час виконання проєктів «Структурно-фазові механізми керування комплексом поверхневих властивостей конструкційних і функціональних сплавів комбінованими тепловими, йонними та деформаційними впливами» та «Наукові основи механохімічного УЗУО-синтезу зносостійких покриттів конструкційних сплавів авіаційної техніки для підвищення військової спроможності». В результаті, наприклад для титанового сплаву ВТ6, збільшено до ~4 разів інструментальну твердість; зменшено в ~2,5 рази коефіцієнт тертя упродовж 30 циклів випробувань та до ~20 разів втрати матеріалу на зношування; покращено в ~1,5 рази термостійкість та в ~7,5 разів опір корозії.
Предметом досліджень в останні роки є in-situ візуалізація тонкої структури приповерхневих шарів нанорозмірних металевих композицій при термічній та низькоенергетичній іонній обробці з використанням синхротронного випромінювання. У цьому фундаментальному напрямі здійснює співпрацю із всесвітньо відомим синхротронним центром SPring-8 Національного інституту фізико-хімічних досліджень RIKEN (Японія). Завдяки цьому КПІ ім. Ігоря Сікорського безкоштовно отримав сучасне високотехнологічне обладнання.
Здійснила наукове керівництво 14-ма фундаментальними та прикладними  проектами МОН, Державного фонду фундаментальних досліджень України, Національного фонду досліджень України, керувала та брала участь у 12 спільних проектах із Францією, США, Королівством Швеція, Японією, КНР. У 2021—2022 рр. — керівник міжнародного проєкту "Високоефективні багатошарові тонкоплівкові металеві контакти для сонячних елементів нового покоління з Каліфорнійським університетом в Лос-Анджелесі (UCLA). З 2024 року — відповідальний виконавець проєкту «Створення екосистеми пристроїв та сервісів, орієнтованих на користувача, для спортивного тренування та віддаленої медичної допомоги, забезпеченої мережею сенсорів на основі штучного інтелекту» за грантовою угодою HORIZON-CL4-2023-RESILIENCE-01-33 EU-TRAINS 101130495 з Європейською виконавчою агенцією з питань охорони здоров'я та цифрових технологій.
Під керівництвом та за безпосередньої участі захищено 6 кандидатських дисертацій, 2 дисертації PhD та докторську дисертацію, більше 70 дипломних робіт.
У 2025 році — членкиня разової спеціалізованої вченої ради ДФ 26.002.233.
Займається педагогічною діяльністю. Читає лекції з таких дисциплін: «Теорія тепло- та масопереносу», «Термодинаміка та кінетика дифузії», «Механізми та кінетика масопереносу», «Аномальне масоперенесення», «Нанорозмірне матеріалознавство», «Радіаційне матеріалознавство та еліонні технології».
Серед досягнень студентів — дві перші премії конкурсу «На здобуття премій НАН України для студентів вищих навчальних закладів за кращу наукову роботу»; 4 стипендії за програмою «Завтра. UA» Фонду Віктора Пінчука та 1 за міжнародною конкурсною програмою Erasmus Mundus, 4 стипендії та премії Київського міського голови; індивідуальні гранти VISBY, Visegrad Scholarship, European Synchrotron Radiation Facility, Institut Laue-Langevin, International Neutrons Research Centre, Rigaku; наукові стажування в Токійському університеті (Японія), в Технічному університеті м. Копенгаген (Данія), в Університеті м. Уппсала та Королівському технологічному університеті (Королівство Швеція), в Університеті м. Дебрецен (Угорщина), в Технічному університеті м. Хемніц (Німеччина).

## Громадська діяльність
Членкиня ряду науково-координаційних рад КПІ ім. Ігоря Сікорського, Державної цільової науково-технічної та соціальної програми «Наука в університетах» МОН України, секцій наукової ради МОН України за фаховими напрямами «Фізико-технічні проблеми матеріалознавства» та «Матеріалознавство»; наукової ради з питань координації і планування видання серії монографій «Проблеми прикладного і теоретичного матеріалознавства»; учений секретар секції «Наукові проблеми матеріалознавства» наукової ради МОН України та Наглядової ради ІМФ ім. Г. В. Курдюмова НАН України.

## Відзнаки
Медаль АН УРСР (1983 р.), Індивідуальний грант Фонду Сороса «Соросівський професор» (1993 рік), Стипендія Кабінету Міністрів України (1995—1998 рр.), Подяка (2008 р.) та Почесна грамота (2009 р.) МОН України, Диплом (2002 р.), Подяка (2007 р.) та Почесна грамота (2010 р.) НТУУ «КПІ», Грамоти Президії НАН України та Президії МАН України (2008 р.), Подяка Київської МАН «Дослідник» (2012 р.), Почесна грамота Вченої Ради КПІ ім. Ігоря Сікорського (2017 р.), дипломи лауреата рейтингів КПІ ім. Ігоря Сікорського в номінаціях «Викладач-дослідник» (2006, 2008, 2009, 2012, 2014, 2016 рр.) та Конкурсу НТУУ «КПІ» в номінації «Лідер року» (2011 р.).
Лауреат Національної премії імені Бориса Патона 2021 року.